# Andreas Babendererde
Andreas Babendererde (* 22. Juli 1962; † 22. August 2024) war ein deutscher Fußballspieler.

## Sportliche Laufbahn
Babendererde begann das Fußballspielen bei der BSG Schiffahrt/Hafen Rostock. 1971 wechselte er zu Hansa Rostock, 1982 gelang ihm der Sprung in den Oberligakader.
In der Saison 1989/90 kam Babendererde mit dem F.C. Hansa auf zwei Einsätze im UEFA-Pokal. Er stand in den beiden Erstrundenpartien gegen Baník Ostrava auf dem Platz, die der DDR-Vertreter zu Hause mit 2:3 und auswärts mit 0:4 verlor.
In der Spielzeit 1990/91, der letzten Saison des DDR-Fußballs, gewann Babendererde mit Rostock den Meistertitel sowie den FDGB-Pokal. Dabei wurde er in allen 26 Partien eingesetzt und erzielte vier Tore. Sein Treffer am 9. März beim 3:2-Auswärtssieg der Rostocker über Stahl Brandenburg markierte gleichzeitig das 24.000. Tor in der Oberliga-Geschichte.
Durch den Meistertitel hatte sich Hansa Rostock für den gesamtdeutschen Profifußball qualifiziert und startete in der darauffolgenden Saison 1991/92 in der Ersten Bundesliga. Dort erhielt Babendererde nur einen einzigen Einsatz, als er am zweiten Spieltag beim 2:1-Sieg des F.C. Hansa gegen den FC Bayern München in der 63. Minute eingewechselt wurde.
Zur Winterpause verließ Babendererde nach 22 Jahren den Rostocker Fußballclub und wechselte zum Halleschen FC in die 2. Bundesliga. Am 23. Spieltag gab er im Auswärtsspiel beim SV Darmstadt 98 sein Zweitligadebüt und erzielte bei der 1:2-Niederlage das erste und einzige Tor für seinen neuen Arbeitgeber. Insgesamt kam Babendererde bis zu Saisonende auf acht Einsätze und stieg mit Halle als Tabellenvorletzter aus der 2. Bundesliga ab. Noch vor Beginn der anschließenden Amateuroberligasaison verließ Babendererde die Hallenser in Richtung 1. SC Norderstedt, bei dem er bis zum Ende seiner Karriere 1994 spielte.
Nach seiner Fußballkarriere war er im Raum Hamburg als Autoverkäufer tätig.
Babendererde starb an den Folgen einer schweren Erkrankung.

## Erfolge
- NOFV-Meister: 1991 (F.C. Hansa Rostock)
- NOFV-Pokalsieger: 1991 (F.C. Hansa Rostock)